# 朗陵罐酒
朗陵罐酒简称朗陵酒，是河南确山出产的一种白酒，源于1958年建立的确山县酒厂。当地酿酒历史悠久，民间传说当地所酿之酒于汉代就已闻名。朗陵罐酒乃以高粱为主料，用大麦、小麦制曲，经双轮发酵等入选市级非物质文化遗产的传统老五甑酿造技艺手工酿成的浓香型白酒。和绝大多数白酒以酒瓶包装不同，朗陵罐酒乃以他陶罐包装，但以陶罐包装达到瓶装效果较难，所以酒厂为此特别研发了多项专利技术使罐装达标。